# SBS Belgium
SBS Belgium NV est une entreprise privée belge active dans le domaine de l'audiovisuel. Ancienne filiale du groupe scandinave SBS Broadcasting, elle est désormais la propriété de De Vijver Media.
Le groupe SBS Belgium gère trois chaînes de télévision (VIER, VIJF et ZES) et une station de radio (NRJ), lesquelles émettent principalement à destination du public flamand.

## Histoire

### Premières activités en télévision
Le 1er février 1995, SBS Belgium lance sa première chaîne de télévision : VT4 (abréviation de Vlaamse Televisiezender 4, littéralement « Chaîne de télévision flamande 4 »).
Le 1er octobre 2004, c'est au tour de la seconde chaîne du groupe de voir le jour, VijfTV (littéralement « TV Cinq »), qui cible un public plutôt féminin.

### Rachat par ProSiebenSat. 1 Media
En 2007, la maison mère de SBS Belgium, le groupe scandinave SBS Broadcasting, est racheté par la société allemande ProSiebenSat.1 Media, pour un montant de 3,3 milliards €. ProSiebenSat. 1 Media devient ainsi le second groupe audiovisuel d'Europe, derrière RTL Group. La société dispose d'un réseau de vingt chaînes de télévision, dans douze pays différents. En outre, elle détient plusieurs stations de radio, des sites internet et d'autres médias.

### Rachat par De Vijver Media

Actionnariat et filiales de De Vijver Media, avant l'entrée de Telenet dans le capital.

En janvier 2011, ProSiebenSat.1 décide de vendre ses activités de radio et de télévision en Scandinavie, aux Pays-Bas et en Flandre. Le groupe De Vijver Media ainsi que RTL Group se montrent intéressé par l'acquisition des chaînes VT4 et VijfTV, toutes deux aux mains de SBS Belgium. À la suite du retrait du groupe RTL le 19 avril 2011, De Vijver devient le propriétaire des deux chaînes le 20 avril 2011.
De Vijver Media était déjà actif dans le milieu audiovisuel, grâce à la société de production Woestijnvis, créée en 1997. Le holding est détenu par Wouter Vandenhaute et Erik Watté (60%) et par Corelio (40%), ce dernier étant le propriétaire des quotidiens Het Nieuwsblad et De Standaard. Afin de remettre son offre pour acquérir SBS Belgium, De Vijver a élargi son actionnariat au groupe audiovisuel finlandais Sanoma : chacun des trois actionnaires détiennent alors un tiers des actions de De Vijver.

### Transformation des chaînes du groupe, et entrée de Telenet dans le capital
À la suite du rachat de SBS Belgium par De Vijver, le groupe opère un relooking de ses deux chaînes de télévision. En septembre 2012, VT4 et VijfTV deviennent respectivement VIER et VIJF. Ce changement s'accompagne par une augmentation du nombre de programmes flamands sur VIER, tandis que VIJF maintient son créneau à destination du public féminin.
En 2014, le groupe Sanoma annonce qu'il souhaite sortir de l'actionnariat de De Vijver Media. L'opérateur Telenet se montre intéressé, bien qu'il faille attendre 2015 avant que la transaction soit approuvée. Telenet prend alors le contrôle de De Vijver à hauteur de 50%, tandis que les deux autres actionnaires, Wouter Vandenhaute et Erik Watté d'une part et Corelio d'autre part, conservent chacun 25% des parts.

### Lancement d'une troisième chaîne de télévision et premiers pas en radio
Le 6 octobre 2016, SBS Belgium lance une troisième chaîne, intitulée ZES (littéralement « six »), et cela afin de continuer à proposer une quantité égale de programmes américains malgré l'augmentation des programmes propres sur VIER et VIJF. La chaîne se spécialise donc dans la diffusion de séries et de films américains. À la différence de ses deux chaînes sœurs, ZES n'est pas diffusée en analogique.
SBS annonce ensuite son intention de lancer une station de radio, et d'en faire la quatrième station commerciale de Flandre. Le 15 septembre 2017, SBS Belgium obtient une licence pour émettre en FM. L'objectif est de lancer la station de radio au premier semestre 2018. Le nom provisoire de la station est S-Radio.

### Rachat de De Vijver Media par Telenet
En mars 2018, la société mère des trois chaines, De Vijver Media, est totalement rachetée par Telenet Group. En outre, Mediahuis et SBS Belgium créent une régie publicitaire par le biais d'une joint-venture qui proposera aux partenaires commerciaux des solutions de vidéo en ligne ainsi qu'une offre cross-média.

## Activités du groupe

### Chaînes de télévision
SBS Belgium gère la diffusion de trois chaînes de télévision :
- VIER : anciennement VT4, elle est une chaîne généraliste à destination d'un public large,
- VIJF : anciennement VijfTV, elle vise un public essentiellement féminin,
- ZES est une chaîne thématique, diffusant essentiellement des fictions américaines.

### Télévision à la demande
SBS Belgium propose une unique plateforme de télévision à la demande, pour les programmes de ses trois chaînes. Intitulée MEER (littéralement « Plus »), anciennement C-More, elle permet aux téléspectateurs de revoir les programmes et émissions de VIER, VIJF et ZES.

### Station de radio
SBS Belgium a pour projet de lancer une station de radio commerciale. Le groupe a obtenu une autorisation d'émettre le 15 septembre 2017, et souhaite lancer la station durant le premier semestre de 2018. Le nom provisoire de la station est S-Radio. Le 13 avril 2018, il a été annoncé que la radio serait baptisée NRJ et le 9 août 2018, il a été annoncé que la radio serait lancée le 3 septembre 2018. Totalement indépendante de son équivalente francophone, NRJ Vlaanderen sera installée à Anvers et couvrira 70 % du territoire flamand, selon un accord de licence signé avec les groupes de médias Mediahuis et De Vijver Media. La radio proposera du direct de 6 h à 22 h en s'appuyant sur onze animateurs.

### Régie publicitaire
Le groupe dispose enfin de sa propre régie publicitaire, appelée SBS Sales Belgium. Celle-ci est chargée de la vente des espaces publicitaires des trois chaînes du groupe, mais également d'autres chaînes flamandes et de plusieurs chaînes étrangères émettant en Belgique néerlandophone et proposant des décrochages publicitaires à destination du public flamand. SBS Sales Belgium travaille ainsi avec Discovery Networks Benelux (Discovery Channel Vlaanderen, TLC), Studio 100 (Njam) et Telenet (Play Sports).
Entre 2012 et 2017, SBS Sales Belgium commercialisait les espaces publicitaires des chaînes du groupe VIMN Belgium (Comedy Central Vlaanderen, MTV Vlaanderen, Nickelodeon Vlaanderen, Nick Jr. Vlaanderen et Spike Vlaanderen), et a également été responsable de la chaîne Studio 100 TV.